# Еџвотер (Колорадо)
Еџвотер (енгл. Edgewater) град је у америчкој савезној држави Колорадо.

## Демографија
По попису из 2010. године број становника је 5.170, што је 275 (-5,1%) становника мање него 2000. године.
| Група             | 2000.         | 2010.         |
| Белци             | 3.175 (58,3%) | 2.622 (50,7%) |
| Афроамериканци    | 80 (1,5%)     | 85 (1,6%)     |
| Азијати           | 71 (1,3%)     | 66 (1,3%)     |
| Хиспаноамериканци | 1.939 (35,6%) | 2.310 (44,7%) |
| Укупно            | 5.445         | 5.170         |